# تو شات

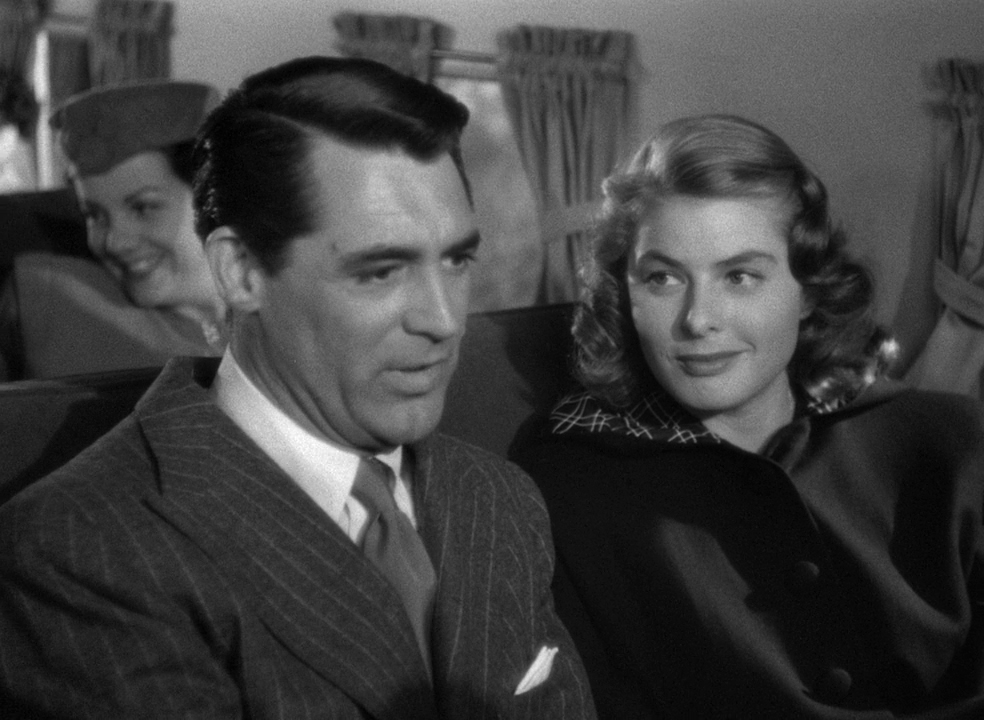
کری گرانت و اینگرید برگمن در دو شات کلاسیک از فیلم بدنام آلفرد هیچکاک محصول ۱۹۴۶

تو شات (به انگلیسی: Two Shot) (یا شات کوتاه) نوعی نمای سینمایی است که در آن کادر دو نفر (سوژه‌ها) را در بر می‌گیرد. لزومی ندارد که سوژه‌ها در کنار یکدیگر باشند و ممکن است یک سوژه در پیش‌زمینه و سوژهٔ دیگر در پس‌زمینه حضور دارد.